# Maruina amadora
Maruina amadora är en tvåvingeart som beskrevs av Charles L. Hogue 1973. Maruina amadora ingår i släktet Maruina och familjen fjärilsmyggor. Inga underarter finns listade i Catalogue of Life.